# Milagros Menéndez
Milagros Menéndez (Mar del Plata, 23 marzo 1997) è una calciatrice argentina, attaccante del Granada e della nazionale argentina.

## Carriera

### Nazionale
Nel 2019 Menéndez ha disputato le prime gare ufficiali con la nazionale argentina, convocata dal Commissario tecnico Carlos Borrello che la inserisce nella lista delle 23 calciatrici per il Mondiale di Francia 2019 comunicata il 22 maggio 2019. Condivide con le compagne il percorso della sua nazionale che, inserita nel gruppo D, la vede ben figurare, pareggiando a reti inviolate il primo incontro della fase a gironi con le vicecampionesse del Mondo del Giappone, perdendo il successivo con l'Inghilterra con una sola rete di scarto e recuperando l'incontro con la Scozia dove sotto di tre gol, sigla al 74' la rete del parziale 3-1, partita conclusa poi 3-3 in zona Cesarini. L'Argentina, che chiude al terzo posto con 2 punti, non riesce comunque a superare il turno, sopravanzata da tutte le altre nazionali terze classificate nei rispettivi gironi. Durante il torneo Menéndez risulta la sola calciatrice argentina a marcare una rete su azione, condividendo con Florencia Bonsegundo, a segno su rigore, la classifica marcatrici della propria nazionale.

## Palmarès
- Campionato argentino: 3

UAI Urquiza: 2016, 2017-2018, 2018-2019